# Claudia Langenberg

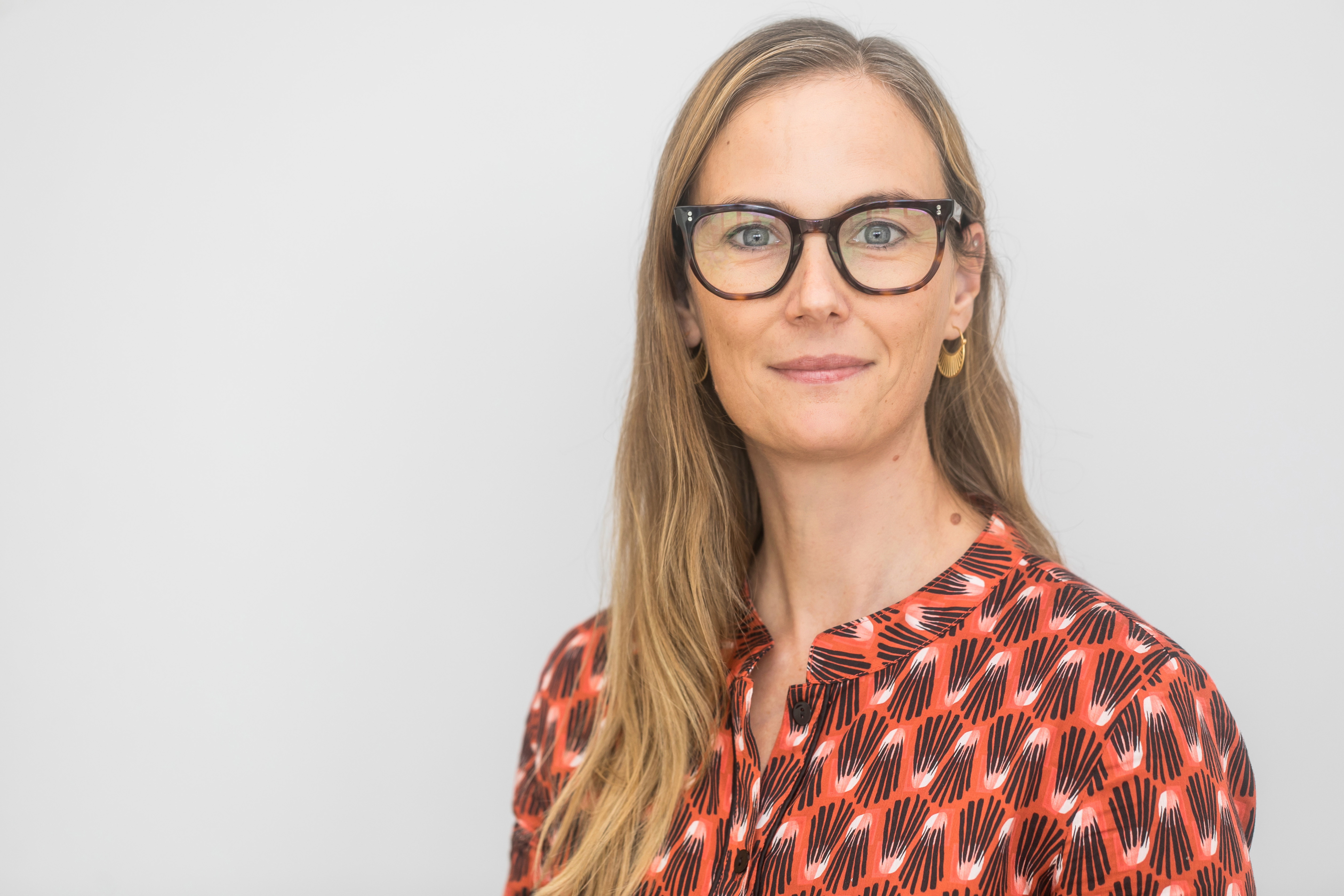
Claudia Langenberg (2021)

Claudia Langenberg (geboren 1972 in München) ist eine deutsche Epidemiologin und Fachärztin, die im Bereich Public Health forscht und arbeitet. Seit 2020 forscht sie am Berlin Institute of Health (BIH) als Professorin für Computational Medicine. Langenberg untersucht die Grundlagen von Stoffwechselerkrankungen anhand großer Datenmengen internationaler Patienten- und Bevölkerungsstudien.

## Leben und Leistungen
Claudia Langenberg studierte Medizin in Münster. Nach ihrer klinischen Ausbildung und Tätigkeit in Deutschland wechselte sie für ihren Master und PhD in Epidemiologie nach England an die London School of Hygiene and Tropical Medicine sowie an das University College London und schloss 2016 ihre Facharztausbildung in Public Health ab.
Langenberg beteiligte sich des Weiteren an dem Aufbau internationaler Konsortien wie MAGIC (Meta-Analysis of Glucose and Insulin related traits Consortium) und COMETS (Consortium of Metabolomics Studies). Sie war Chef-Editorin des 2016 erschienenen Reports Generation Genome des englischen Chief Medical Officers.
2017 übernahm sie die Programmleitung der Molekularen Epidemiologie an der University of Cambridge, wo sie zuvor an der Entdeckung der genetischen Grundlagen metabolischer Erkrankungen und Risikofaktoren beteiligt war.

## Forschungsschwerpunkt
Der Fokus von Langenbergs Forschung liegt auf der Entdeckung genetischer Einflüsse auf sogenannte ‚omic‘-Daten, speziell auf im menschlichen Blut zirkulierende Stoffwechselprodukte. Ihre Forschungsgruppe integriert die Daten dieser Stoffwechselprodukte, welche aus groß angelegten Bevölkerungs- und klinische Studien stammen. Damit wird der genetische Aufbau des menschlichen Stoffwechsels und sein Einfluss auf Gesundheit und Krankheit charakterisiert, wie beispielsweise Typ-2-Diabetes, Adipositas und Insulinresistenz.

## Auszeichnungen
- Helmholtz International Fellow Award, 9. Juli 2018[8][9]

- In Würdigung ihrer Leistungen als Wissenschaftlerin und Forscherin wurde ihr anlässlich der Wissensstadt Berlin 2021 im Rahmen der Ausstellung „Berlin – Hauptstadt der Wissenschaftlerinnen“ eine Ausstellungstafel gewidmet.[10][11]
- Mitglied der European Molecular Biology Organization, 2024